# Сент Мери Ејкс 30
Сент Мери Ејкс 30 (енгл. 30 St Mary Axe), неформално познат као Краставчић (енгл. The Gherkin), комерцијални је небодер у лондонском финансијском дистрикту, Ситију. Завршен је у децембру 2003. и отворен је у априлу 2004. године. Са 41 спратом, висок је 180 метара и стоји на бившим локацијама Балтичке берзе и коморе за отпрему, које су 1992. године тешко оштећене приликом бомбашког напада на Балтичкој берзи, уређајем који је поставила Привремена ИРА у улици Сент Мери Ејкс, уској улици која води северно од улице Лиденхол.
Након што су одустали од планова за изградњу 92-спратног Миленијумског торња, Сент Мери Ејкс 30 су дизајнирали Норман Фостер и Arup Group. Подигла га је компанија Сканска; изградња је започела 2001. године.
Зграда је постала препознатљива знаменитост Лондона и један је од најпризнатијих примера савремене архитектуре у граду.

## Локација
Зграда се налази на бившем месту Балтичке берзе (Сент Мери Ејкс 24−28), која је била седиште глобалног тржишта за уговоре о теретном отпремању и такође меке производе, као и коморе за отпрему (Сент Мери Ејкс 30−32). Дана 10. априла 1992. године, Привремена ИРА детонирала је бомбу у близини ове берзе, наносећи велику штету историјској згради и суседним објектима.
Законски саветник владе Уједињеног Краљевства за историјско окружење, енглеско наслеђе, и управно тело Ситија, Корпорација лондонског Ситија, захтевали су да свака реконструкција мора обновити стару фасаду Балтичке берзе на Сент Мери Ејксу. Дворана за размену била је прослављени део тржишта за отпрему.
Енглеска баштина је тада открила да је штета далеко тежа него што се у почетку мислило и престала је да инсистира на потпуној рестаурацији, иако су јој приговорали архитектонски конзерватори. Балтичка берза и комора за отпрему продали су земљу компанији Трафалгар Хаус 1995. године. Тада је пажљиво демонтирана већина преосталих грађевина на локацији Балтичке берзе, а унутрашњост берзанске хале и фасада су сачувани, надајући се реконструкцији зграде у будућности. Спашени материјал на крају је продат за 800.000 фунти и премештен у Талин у Естонији, где чека реконструкцију као централни део градског комерцијалног сектора.
1996. године, компанија Трафалгар хаус предала је планове за лондонски Миленијумски торањ, зграду високу 386 метара са више од 140.000 m² канцеларијског простора, станова, продавница, ресторана и башта. Овај план је одбачен након приговора да је превисок за зграду у Ситију, као и да је предвиђено да ће реметити ваздушне путеве према Градском аеродрому и аеродрому Хитроу; прихваћен је ревидирани план доње куле.
Највиша панорамска купола куле, позната као „сочиво”, подсећа на познату стаклену куполу која је покривала део приземља Балтичке берзе и од које је већина данас изложена у Националном поморском музеју.
Надимак Краставчић примењен је на садашњој згради најраније још 1999. године, позивајући се на крајње необичан изглед зграде.

### Планови
Дана 23. августа 2000. године, заменик премијера Џон Прескот дао је дозволу за изградњу зграде на том месту која је много већа од старе берзе. Место је било посебно по томе што му је био потребан развој, није било ни на једној „линији погледа” (смернице за планирање захтевају да нове зграде не ометају и не умањују поглед на куполу Катедрале Светог Павла када се гледају са више локација у околини Лондона), а у њему је била смештена Балтичка берза.
План локације био је реконструкција Балтичке берзе. Фирма GMW Architects предложила је нову правоугаону зграду која окружује обновљену централу: имала би тип великог тлоцрта који се свидео банкама. На крају су планери схватили да се размена не може повратити, приморавајући их да ублаже ограничења у изградњи; наговестили су да би „архитектонски значајна” зграда могла добити повољан пријем од градских власти. То је архитекти дало слободу при дизајнирању; елиминисао је рестриктивне захтеве за великом, капитално ефикасном зградом која доноси новац, чији је дизајн био по жељи клијента.
План ниске разине нове зграде удовољио је жељи управе за планирање да одржава традиционални лондонски пејзаж са својим уским улицама. Маса куле није била превише импозантна. Попут некадашњег градског седишта банке Barclays у улици Ломбард, идеја је била да пролазници у суседним улицама готово не забораве на постојање куле све до директно испод ње.

## Дизајн и конструкција
Зграду је изградила компанија Сканска, завршена је у децембру 2003. године и отворена 28. априла 2004. године. Примарни корисник зграде је Swiss Re, глобална компанија за реосигурање, којој је зграда била наложена као седиште за њено пословање у Уједињеном Краљевсвту. Стога је торањ понекад познат и као зграда Swiss Re, мада ово име никада није било званично и у последње време је пало у немилост, с обзиром на то да је седиште компаније у Цириху, а име Краставчић постало је популарније.
Зграда користи методе уштеде енергије које јој омогућавају да користи само половину снаге коју би сличан торањ обично трошио. Празнине на сваком спрату стварају шест осовина који служе као природни вентилациони систем за целу зграду, иако потребне противпожарне заштитне ограде на сваком шестом спрату прекидају „димњак”. Осовине стварају огроман ефекат двоструког застакљивања; ваздух је стиснут између два слоја остакљења и изолује канцеларијски простор унутра.
Архитекте промовишу двоструко застакљивање у стамбеним кућама, чиме се избегава неефикасна конвекција топлоте кроз релативно уски размак између стакала, али торањ користи овај ефекат. Окна извлаче топли ваздух из зграде током лета, а зими греју зграду помоћу пасивног соларног грејања. Осовине такође омогућавају пролазак сунчеве светлости кроз зграду, чинећи радно окружење угоднијим и смањујући трошкове осветљења.
Примарне методе за контролу љуљања узроковане ветром су повећање крутости или повећање пригушења подешеним пригушивачима активне масе. Према Аруповом дизајну, његова потпуно троугласта ободна структура чини зграду довољно крутом без икаквих додатних ојачања. Упркос свом укупном облику закривљеног стакла, на згради постоји само један комад закривљеног стакла, капица у облику сочива на врху.
На највишем нивоу зграде (40. спрату) налази се бар за закупце и њихове госте са панорамским погледом на Лондон. Ресторан ради на 39. спрату, а приватне трпезарије на 38. спрату. Већина зграда има опсежну опрему за подизање на крову зграде, али то није било могуће и за ову, јер је за 40. спрат планиран бар. Архитекте су се тиме позабавиле тако што је главни лифт доспео тек на 34. спрат, а такође и лифт одоздо на 39. спрат. Постоје мермерно степениште и лифт за особе са инвалидитетом, који воде посетиоца до бара у куполи.
Зграда је видљива на великим удаљеностима: На пример, са севера се може видети са аутопута М11, удаљеног око 32 километра, док се на западу може видети са статуе Џорџа III у Виндзорском великом парку.

## Након завршетка
У априлу 2005. стаклена плоча, на висини две трећине куле, пала је на плазу испод. Плаза је била запечаћена, али је зграда остала отворена. Привремени наткривени пролаз, који се протезао преко плазе до рецепције зграде, подигнут је да заштити посетиоце. Инжењери су прегледали осталих 744 стаклених плоча на згради. Трошкове поправке покрио је главни извођач Сканска и добављач завеса Schmidlin (сада се зове Schmidlin-TSK AG). Систем вентилације отвореног спрата није функционисао онако како је дизајниран због закупаца који су додали стаклене преграде ради веће сигурности.
Од свог завршетка, зграда је добила низ награда за архитектуру. У октобру 2004. године, архитекта је добио Стирлингову награду. По први пут у историји награде, судије су биле једногласне. У децембру 2005. године, истраживање највећих светских архитектонских фирми објављено у 2006 BD World Architecture 200 прогласило је торањ најдивљенијом новом зградом на свету. Међутим, Кен Шатлворт, који је радио за Foster + Partners на дизајну зграде, рекао је 2011. године да верује да је стил сада превазиђен: „Гледао сам у стакло свуда около и [помислио] 'Зашто смо забога ово урадили?' Сада бисмо радили ствари другачије”. Зграда се појавила у неколицини филмова, међу којима су Хари Потер и Полукрвни Принц, Добра година, Ниске страсти 2, и Завршни ударац и, поново крстивши Дух Лондона, постала је централни део романа Кита Менсфилда из 2008. године, Џони Макинтош и Дух Лондона, као свемирски брод.
У септембру 2006. године зграда је стављена на продају по цени од 600 милиона фунти. Потенцијални купци били су British Land, Land Securities, Prudential, ING и краљевска породица Абу Дабија. Дана 21. фебруара 2007. године, IVG Immobilien AG и британска инвестициона компанија Еванс Рендал завршили су заједничку куповину зграде за 630 милиона фунти, чинећи је најскупљом пословном зградом у Британији. Swiss Re је остварио добитак већи од 300 милиона фунти од продаје. Нови власници траже накнаду од четворице својих бивших менаџера за посао, у којем је за зграду чија је цена изградње износила око 200 милиона фунти плаћено око 620 милиона фунти, што је претходним власницима дало јасан профит од 300 милиона фунти.
Од фебруара 2010. године, Sky News емитовао је свој водећи пословни програм, Џеф Рендал уживо, из студија у згради. Поред тога, последња два спрата торња сада су доступна за изнајмљене за приватне догађаје.
Организација Deloitte је у априлу 2014. објавила да се зграда поново ставља на продају, са очекиваном ценом од 550 милиона фунти. Тренутни власници нису могли да приуште отплату зајма, наводећи разлике у вредности мултивалутног зајма и британске фунте, високим каматним стопама и општој структури финансирања. У новембру 2014. године, зграда је купљена за 700 милиона фунти од стране компаније Safra Group, коју контролише бразилски милијардер Џозеф Сафра.

## Закупци
До јануара 2016. године, тренутни станари зграде укључују следеће:
- Standard Life
- IWG
- ION Trading
- Kirkland & Ellis
- Hunton & Williams
- Falcon Group
- Swiss Re
- Lab49
- Algotechs
- Webscaparate UK

Поред тога, трговци и ресторани који послују са ове локације, су The Sterling и Bridge's Newsagent.